# AT&T Stadium
AT&T Stadium este un stadion cu acoperiș retractabil din Arlington, Texas, Statele Unite ale Americii. Aici evoluează echipa Dallas Cowboys din National Football League (NFL). A fost finalizat pe 27 mai 2009. Stadionul este una dintre cele 11 arene din SUA care vor găzdui meciuri în timpul Cupei Mondiale FIFA 2026. Arena, deținută de orașul Arlington, a fost, de asemenea, folosită pentru o varietate de alte activități, cum ar fi concerte, meciuri de baschet, fotbal, rodeo, motocross și wrestling.
Stadionul este poreclit Jerry World și The Death Star după proprietarul echipei Dallas Cowboys, Jerry Jones, care l-a imaginat inițial ca un centru uriaș de divertisment. Stadionul are o capacitate de 80.000 de locuri, dar poate fi reconfigurat pentru a găzdui peste 100.000 de persoane făcându-l cel mai mare stadion din NFL privind capacitatea. Recordul de prezență pentru un meci din sezonul regulat NFL a fost stabilit în 2009, cu 105.121 de spectatori. Este dotat cu ecrane video duble care sunt printre cele mai mari ecrane video de înaltă definiție din lume.
Stadionul AT&T a găzduit Wrestlemania 32 pe 3 aprilie 2016, cel mai mare eveniment WWE, cu o prezență totală de 101.763 de persoane, doborând recordul istoric de prezență la un eveniment WWE, și evenimentul principal al WWE Wrestlemania 38 în perioada 2-3 aprilie 2022.
Costul inițial al proiectului a fost de 650 de milioane de dolari, cu toate acestea, suma finală s-a ridicat la peste 1,15 miliarde de dolari, făcându-l unul dintre cele mai scumpe locuri de sport construite vreodată. Pentru a-l ajuta pe proprietarul Cowboys, Jerry Jones, să strângă banii necesari pentru construcție, cetățenii din Arlington au votat pentru implementarea taxelor suplimentare de consum în procente mici. Guvernul Arlington a contribuit cu un total de 325 de milioane de dolari, iar NFL cu aproximativ 150 de milioane de dolari, ca parte a politicii sale de sprijinire a echipelor pentru finanțarea de noi stadioane.